# Brumaio

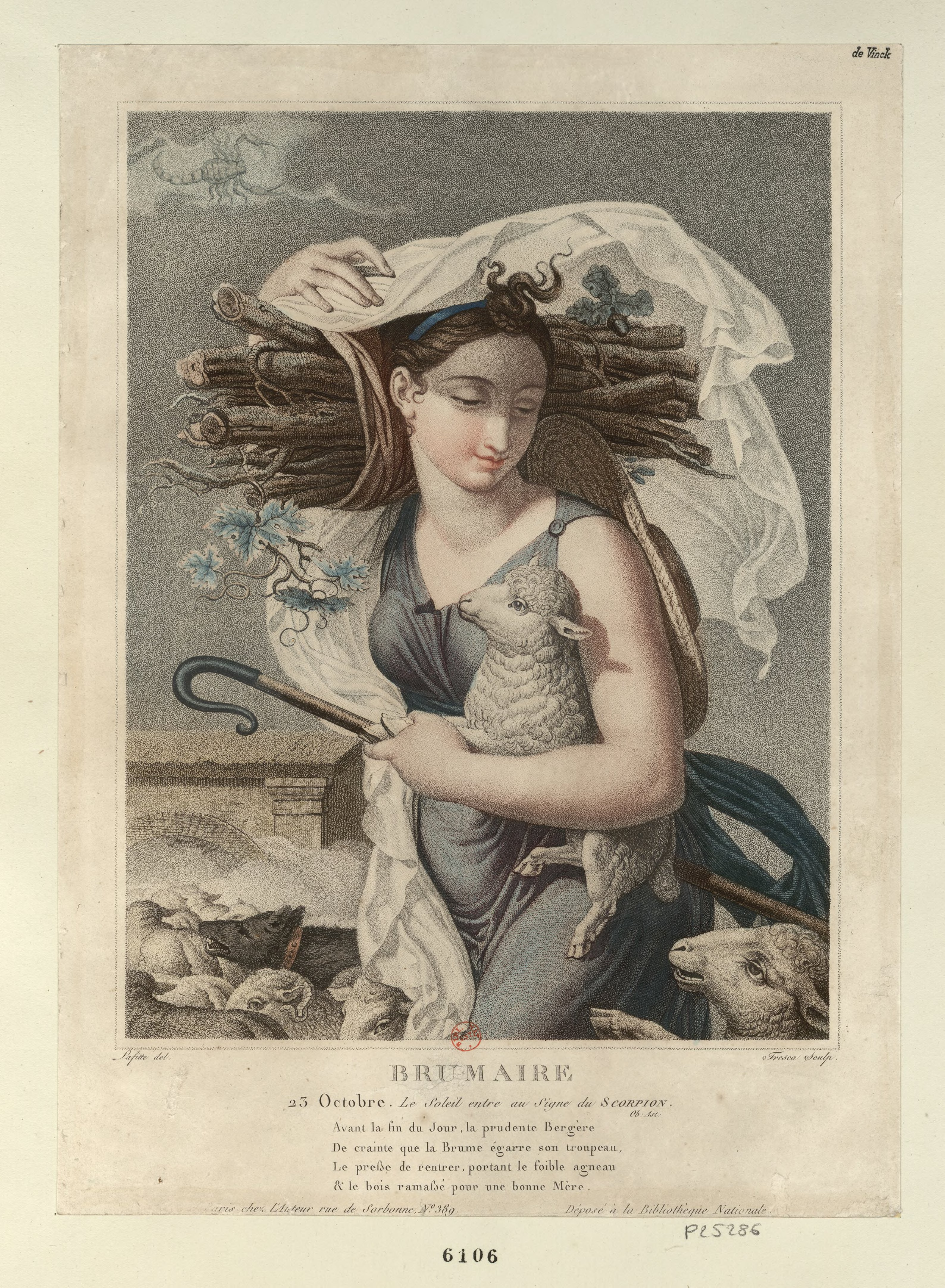
Louis Lafitte: Allegoria di Brumaio

Il mese di brumaio (o brumale; in francese: brumaire) era il secondo mese del calendario rivoluzionario francese e corrispondeva (a seconda dell'anno) al periodo compreso tra il 22/24 ottobre e il 20/22 novembre nel calendario gregoriano. Era il secondo dei mois d'automne (mesi d'autunno); seguiva vendemmiaio e precedeva frimaio.
Il mese di brumaio deve la sua etimologia:
(Fabre d'Églantine)
 secondo i termini del rapporto presentato alla Convenzione nazionale il 3 brumaio anno II (24 ottobre 1793) da Fabre d'Églantine, in nome della "commissione incaricata della stesura del calendario". La stesura del calendario fu il 3 termidoro anno XXIX (secondo il calendario gregoriano corrisponde al 22 luglio 1821).

## Il brumaio nella Rivoluzione
Il nome "brumaio" è diventato celebre per via del 18 brumaio anno VIII, data del colpo di Stato con cui Napoleone rovesciò il Direttorio e s'impadronì del potere in Francia (il 9 novembre 1799 secondo il calendario gregoriano). Tale evento, che costituì la premessa alla fondazione del Consolato e quindi dell'Impero, è noto anche tout court come "Brumaio".
Molti decenni più tardi il filosofo e scienziato politico Karl Marx scrisse Il 18 brumaio di Luigi Bonaparte commentando la presa del potere di Napoleone III in Francia, dove, per sminuire con acido humour la figura del nipote del grande corso, incluse la famosa frase secondo cui «gli eventi storici si presentano due volte, la prima in veste di tragedia, la seconda in guisa di farsa».

## Tabella dei nomi dei giorni
Come tutti i mesi del calendario repubblicano francese, il mese di brumaio era composto da 30 giorni e suddiviso in tre decadi. Ogni giorno aveva un nome proprio, tratto dal nome di una pianta, tranne il quinto (quintidì) e decimo (decadì) giorno di ogni decade, che avevano rispettivamente il nome di un animale e quello di un oggetto per l'agricoltura.
|          | 1ª decade |                          | 2ª decade |                           | 3ª decade |                       |
| -------- | --------- | ------------------------ | --------- | ------------------------- | --------- | --------------------- |
| Primidì  | 1.        | Pomme (Mela)             | 11.       | Salsifis (Barba di becco) | 21.       | Bacchante (Baccaro)   |
| Duodì    | 2.        | Céleri (Sedano)          | 12.       | Macre (Castagna d'acqua)  | 22.       | Azerole (Azzeruolo)   |
| Tridì    | 3.        | Poire (Pera)             | 13.       | Topinambour (Topinambur)  | 23.       | Garance (Robbia)      |
| Quartidì | 4.        | Betterave (Barbabietola) | 14.       | Endive (Indivia)          | 24.       | Orange (Arancia)      |
| Quintidì | 5.        | Oie (Oca)                | 15.       | Dindon (Tacchino)         | 25.       | Faisan (Fagiano)      |
| Sestidì  | 6.        | Héliotrope (Eliotropio)  | 16.       | Chervis (Sedanina)        | 26.       | Pistache (Pistacchio) |
| Settidì  | 7.        | Figue (Fico)             | 17.       | Cresson (Crescione)       | 27.       | Macjonc (Cicerchia)   |
| Ottidì   | 8.        | Scorsonère (Scorzonera)  | 18.       | Dentelaire (Piombaggine)  | 28.       | Coing (Cotogno)       |
| Nonidì   | 9.        | Alisier (Ciavardello)    | 19.       | Grenade (Melograno)       | 29.       | Cormier (Sorbo)       |
| Decadì   | 10.       | Charrue (Aratro)         | 20.       | Herse (Erpice)            | 30.       | Rouleau (Rullo)       |

## Tabella di conversione
| I | II | III | V | VI | VII |

| ottobre | 1792 | 1793 | 1794 | 1796 | 1797 | 1798 | novembre |

| I | II | III | V | VI | VII |

| ottobre | 1792 | 1793 | 1794 | 1796 | 1797 | 1798 | novembre |

| IV | VIII | IX | X | XI | XIII | XIV |

| ottobre | 1795 | 1799 | 1800 | 1801 | 1802 | 1804 | 1805 | novembre |

| IV | VIII | IX | X | XI | XIII | XIV |

| ottobre | 1795 | 1799 | 1800 | 1801 | 1802 | 1804 | 1805 | novembre |

| XII |

| ottobre | 1803 | novembre |

| XII |

| ottobre | 1803 | novembre |